# Michelia odora
Michelia odora là một loài thực vật thuộc họ Magnoliaceae. Loài này có ở Trung Quốc và Việt Nam. Chúng hiện đang bị đe dọa vì mất môi trường sống.